# María Elisabeth del Carmen Ramírez Medina
Maria Elizabeth del Carmen Ramírez Medina (Guadalajara, Jalisco 28 de septiembre de 1971 - 9 de septiembre de 2019) es una taxónoma, bióloga, orquideóloga, conservadora, profesora, algóloga y botánica mexicana.

## Carrera
Nació en Guadalajara, Jalisco, y obtuvo la licenciatura en Biología Universidad de Guadalajara  entre 1991 y 1997. Con una tesis sobre la Florística de las caesalpiniaceae en el occidente de México, y se graduó como botánica en 1997. Para su tesis de maestría por la Universidad de Guadalajara, volvió su atención al Inventario de briofitos de la cara norte del Volcán Tequila, Jalisco, México, en 2005.
Es autora en la identificación y nombramiento de nuevas especies para la ciencia, a abril de 2016, posee dos registros de especies nuevas para la ciencia, especialmente de la familia Orchidaceae, y con énfasis del género Malaxis (véase más abajo el vínculo a IPNI).

## Algunas publicaciones
- roberto González Tamayo, lizbeth Hernández Hernández, María elizabeth del carmen Ramírez Medina. 2007. Algunas novedades del género "Malaxis" ("Orchidaceae") en el occidente de México. Ibugana, ISSN 0187-7054, 15 (1-2): 35 - 64.

- roberto González Tamayo, lizbeth Hernández Hernández, María elizabeth del carmen Ramírez Medina, j. jacqueline Reynoso-Dueñas. 1999. Riqueza y distribución de Caesalpiniaceae en el occidente de México. Ibugana 7 (1-3): 1- 38.

## Honores

### Membresías
- Sociedad Botánica de México.
- International Association for Plant Taxonomy (IAPT).
- American Society of Plant Taxonomists (ASPT).

- La abreviatura «E.Ramírez» se emplea para indicar a María Elisabeth del Carmen Ramírez Medina como autoridad en la descripción y clasificación científica de los vegetales.[9]